# Liste der denkmalgeschützten Objekte in Štítnik
Die Liste der denkmalgeschützten Objekte in Štítnik enthält die 15 nach slowakischen Denkmalschutzvorschriften geschützten Objekte in der Gemeinde Štítnik im Okres Rožňava.

## Denkmäler
| Foto |                 | Denkmal / č. ÚZPF                                | Standort / Konskr. Nr.                                 | Offizielle Beschreibung             | Beschreibung                                  | Metadaten                                                   |
| ---- | --------------- | ------------------------------------------------ | ------------------------------------------------------ | ----------------------------------- | --------------------------------------------- | ----------------------------------------------------------- |
| ja   | Datei hochladen | Säule mit Statue (Kopie)(sk) ObjektID: 808-560/0 | Standort KG: Štítnik Konskr.Nr.:                       | Panna Mária-Immaculata; Morový stĺp | der unbefleckten Maria, Pestsäule             | č. NKP: 808-560/0 Stand des NKP: Name: SOCHA NA STĹPE-KÓPIA |
| ja   | Datei hochladen | Kirche(sk) ObjektID: 808-559/0                   | 1.mája nám. 0 Standort KG: Štítnik Konskr.Nr.:         | r.k.sv.Júdu Tadeáša                 | römisch-katholische Kirche St. Judas Thaddäus | č. NKP: 808-559/0 Stand des NKP: Name: KOSTOL               |
| ja   | Datei hochladen | Rathaus(sk) ObjektID: 808-2492/0                 | 1.mája nám. 167 Standort KG: Štítnik Konskr.Nr.: 167   | Obecný dom                          |                                               | č. NKP: 808-2492/0 Stand des NKP: Name: RADNICA             |
| ja   | Datei hochladen | Bürgerhaus(sk) ObjektID: 808-2491/0              | 1.mája nám. 434 Standort KG: Štítnik Konskr.Nr.: 434   | radový                              | Reihenhaus                                    | č. NKP: 808-2491/0 Stand des NKP: Name: DOM MEŠTIANSKY      |
| ja   | Datei hochladen | Bürgerhaus(sk) ObjektID: 808-557/0               | 1.mája nám. 437 Standort KG: Štítnik Konskr.Nr.: 437   | solitér; patricijský dom            | Patrizierhaus                                 | č. NKP: 808-557/0 Stand des NKP: Name: DOM MEŠTIANSKY       |
| ja   | Datei hochladen | Schule(sk) ObjektID: 808-1565/0                  | Jelšavská ul. 317 Standort KG: Štítnik Konskr.Nr.: 317 |                                     |                                               | č. NKP: 808-1565/0 Stand des NKP: Name: ŠKOLA               |
| ja   | Datei hochladen | Bürgerhaus(sk) ObjektID: 808-2493/0              | Ochtinská ul. 32 Standort KG: Štítnik Konskr.Nr.: 32   | radový; patricijský dom             | Reihenhaus, Patrizierhaus                     | č. NKP: 808-2493/0 Stand des NKP: Name: DOM MEŠTIANSKY      |
| ja   | Datei hochladen | Landsitz(sk) ObjektID: 808-556/0                 | Ochtinská ul. 33 Standort KG: Štítnik Konskr.Nr.: 33   | Šebekova kúria                      | Villa Zebeck                                  | č. NKP: 808-556/0 Stand des NKP: Name: KÚRIA                |
| ja   | Datei hochladen | Kirche(sk) ObjektID: 808-558/0                   | Teplická ul. 207 Standort KG: Štítnik Konskr.Nr.: 207  | ev.a.v.                             | evangelische Kirche                           | č. NKP: 808-558/0 Stand des NKP: Name: KOSTOL               |
| ja   | Datei hochladen | Pfarrhof(sk) ObjektID: 808-2479/0                | Teplická ul. 208 Standort KG: Štítnik Konskr.Nr.: 208  | ev.a.v.; ev.fara s latinskou školou | evangelisches Pfarrhaus mit der Lateinschule  | č. NKP: 808-2479/0 Stand des NKP: Name: FARA                |
| ja   | Datei hochladen | Bewehrte Burg(sk) ObjektID: 808-555/1            | Teplická ul. 213 Standort KG: Štítnik Konskr.Nr.: 213  | ruina; Bebekovský hrad              | Burgruine Zebeck                              | č. NKP: 808-555/1 Stand des NKP: Name: OPEVNENIE HRADU      |
| ja   | Datei hochladen | Wirtschaftsgebäude(sk) ObjektID: 808-555/2       | Teplická ul. 213 Standort KG: Štítnik Konskr.Nr.: 213  |                                     |                                               | č. NKP: 808-555/2 Stand des NKP: Name: STAVBA HOSPODÁRSKA   |
| BW   | Datei hochladen | Park(sk) ObjektID: 808-555/3                     | Teplická ul. 213 Standort KG: Štítnik Konskr.Nr.: 213  |                                     |                                               | č. NKP: 808-555/3 Stand des NKP: Name: PARK                 |
| ja   | Datei hochladen | Schloss(sk) ObjektID: 808-555/4                  | Teplická ul. 213 Standort KG: Štítnik Konskr.Nr.: 213  |                                     |                                               | č. NKP: 808-555/4 Stand des NKP: Name: KAŠTIEĽ              |
| ja   | Datei hochladen | Bürgerhaus(sk) ObjektID: 808-2494/0              | Teplická ul. 307 Standort KG: Štítnik Konskr.Nr.: 307  | radový                              | Reihenhaus                                    | č. NKP: 808-2494/0 Stand des NKP: Name: DOM MEŠTIANSKY      |

## Legende
Die Tabelle enthält im Einzelnen folgende Informationen:
| Foto:                    | Fotografie des Denkmals. |
| Denkmal / č. ÚZPF:       | Die Übersetzung der Bezeichnung des Denkmals, wie sie vom Slowakischen Denkmalamt (Pamiatkový úrad Slovenskej republiky) verwendet wird. Die Originalbezeichnung ist unter dem Fragezeichen angegeben. Fehlt die Übersetzung, so wird die Originalbezeichnung direkt angezeigt. Weiters ist die Objekt-Identifikationsnummer (Objekt ID) angeführt. Sie ist die offizielle, in der Slowakei eindeutige Nummer č. ÚZPF inklusive der zugehörigen Zählnummer, wie sie in den Daten des Denkmalamtes angegeben wird. Da diese nur innerhalb eines Landkreises gezählt wird, ist dessen Nummer der Denkmalnummer vorangestellt. |
| Standort:                | Wenn in der Liste vorhanden, ist die Adresse angegeben. In Klammern kann sich noch eine zusätzliche Adresse befinden, wenn es beispielsweise ein Eckhaus ist. Bei freistehenden Objekten ohne Adresse (zum Beispiel bei Bildstöcken) ist eine Adresse angegeben, die in der Nähe des Objekts liegt. Durch Aufruf des Links Standort wird die Lage des Denkmals in verschiedenen Kartenprojekten angezeigt. Darunter sind die Katastralgemeinde (KG) und, wenn vorhanden, die Konskriptionsnummer (Konskr. Nr.) angegeben.                                                                                                   |
| Offizielle Beschreibung: | Es ist die Kurzbeschreibung auf Slowakisch, wie sie in den offiziellen Listen angegeben ist, eingetragen. |
| Beschreibung:            | Kurze Angaben zum Denkmal auf Deutsch. |
| Metadaten:               | Zusätzlich werden, wenn in den persönlichen Einstellungen das Helferlein Dauerhaftes Einblenden von Metadaten aktiviert ist, ebensolche angezeigt. |

- Karte mit allen Koordinaten:
- OSM |
- WikiMap